# Primum vivere deinde philosophari
Primum vivere deinde philosophari (anche se non si usa la virgola, leggere con cesura: Primum vivere, deinde philosophari),  è una citazione latina che significa «prima [si pensi a] vivere, poi [a] fare della filosofia». Frase ripetuta talvolta, anche con significato esteso, come richiamo a una maggiore concretezza e a una maggiore aderenza agli aspetti pratici della vita.

## Onomaturgia
Si suole attribuire la frase a Hobbes (1588-1679), anche se in realtà il nucleo concettuale del primum vivere deinde philosophari è assimilabile a quello del carpe diem oraziano. Un'espressione concettualmente simile (ma formalmente opposta) viene utilizzata  nel Don Chisciotte, nella sezione del «Dialogo tra Babieca e Ronzinante»: il cavallo del Cid Campeador dice  "Sei metafisico" e l'ossuto cavallo di Don Chisciotte, Ronzinante, risponde "No, è che non mangio".
Inoltre, nella contestazione dello hegelismo, sia Kierkegaard sia Schopenhauer fanno ricorso al principio primum vivere, deinde philosophari.

## Varianti
Esistono formulazioni alternative della frase: Primum manducare, deinde philosophari (prima mangiare, poi filosofare), o Primum panem, deinde philosophari (prima il pane, poi filosofare) e Primum bibere, deinde philosophari ("prima bere, poi filosofare"). 
Anche se la prima parte del proverbio cambia di forma, essendo le più comuni "panem, manducare, vivere", la seconda parte grammaticalmente non può cambiare: philosophari non può essere sostituito da philosophare, giacché l'infinitivo di forma passiva, in questo caso, ha un valore/significato attivo essendo "philosophor" un verbo deponente.
La frase tedesca Erst kommt das Fressen, dann kommt die Moral ("Prima viene il mangiare, poi viene la morale"), tratta da L'opera da tre soldi di Bertolt Brecht, può essere assunta come una variante.